# Ландграфство Верхній Ельзас
Ве́рхній Ельза́с (фр. Landgraviat de Haute Alsace нім. Landgrafschaft Oberelsass) — ландграфство Священної Римської імперії з центром у Енсісгаймі та Ландсері, на північ від графства Ферретт (Пфірт). Графи Габсбурги правили територією з 1130-х років до її передачі Франції в XVII столітті.

## Історія
У 1130 році імператор Священної Римської імперії Лотар II, щоб зменшити владу родини Гогенштауфенів у регіоні, об'єднав три місцеві регіони в кілька великих феодів. Графство Зундгау, графство Ферретт і частини герцогства Швабія на захід від Рейну об'єднано в нове ландграфство Верхній Ельзас.
У 1188 році в офіційних документах з'являються перші згадки про ландграфство, однак дата ймовірного створення — 1130 рік.
Ландграфство містило вищезазначені території разом із кількома сеньйоріями та містами-державами, розташованими у Верхньому Ельзасі.

Альберт III, здобув ландграфство Верхній Ельзас від імператора Фрідріха I в 1186 році.
Син Фрідріха, герцог Фрідріх V, був його сеньйором з титулом герцога Ельзасу (Elisatiae dux).
9 травня 1469 року герцог Бургундії Карл Сміливий придбав ландграфство Верхній Ельзас і графство Феретт за 50 000 рейнських флоринів .

На момент купівлі земельне володіння було закладено.
Ландсер закладено Тюрингу фон Галлвілю за 7000 флоринів.
20 вересня Карл призначив Пітера фон Гагенбаха «великим приставом (ландфогтом) Ферретта та Ельзасу» зі ставкою в Енсісгаймі.
Цей чиновник був наступником попереднього ландфогта, призначеного Австрією, і, таким чином, перебував на службі ландграфа Верхнього Ельзасу.
Бейлівік Ельзас був імперським амтом, закладений Курпфальцу.

14 квітня 1646 року імперський посол Максиміліан фон унд цу Траутмансдорф під час переговорів про припинення Тридцятилітньої війни запропонував французам «Верхній і Нижній Ельзас і Зундгау під титулом ландграфства Ельзасу».

Такої території не існувало, оскільки Ельзас на той час був поділений на кілька юрисдикцій, що належали конкуруючим державам.
Ерцгерцог Фердинанд Карл володів ландграфством Верхнього Ельзасу, тоді як його родич володів бейліком Агено з протекторатом над Декаполісом (лігою з десяти імперських міст).

Остання згадка про ландграфство є у Вестфальському мирі 1648 року, за яким Франція отримала, серед іншого, ландграфство Нижній Ельзас і ландграфство Верхній Ельзас.